# IC 1554
IC 1554 — галактика типу NF (в процесі підтвердження) у сузір'ї Скульптор.
Цей об'єкт міститься в оригінальній редакції індексного каталогу.